# Petr Mach (podnikatel)
Petr Mach (* 14. června 1966) je český podnikatel, bývalý majitel a prezident klubu AC Sparta Praha.

## Život
Vyučený automechanik během krátké doby po revoluci vybudoval několik prosperujících firem, ale do povědomí široké veřejnosti se zapsal především jako majitel a prezident fotbalové Sparty (1992–1996). Pod jeho vedením se Sparta transformovala z občanského sdružení na akciovou společnost, ve které Mach vlastnil 91 % akcií. Po prodeji klubu za 13 milionů dolarů Východoslovenským železárnám Alexandra Rezeše v roce 1996 věnoval svou energii výstavbě moderního parkurového centra.
V roce 2001 byl odsouzen k nepodmíněnému trestu 5,5 roku vězení a pokutě 300 tisíc Kč za celní delikt, kterého se měl dopustit při koupi luxusního automobilu BMW. Mach považoval své stíhání za komplot justiční mafie. Za dobré chování byl z věznice na Pankráci podmínečně propuštěn před Vánoci roku 2003, po odpykání 2,5 roku. Během výkonu trestu z jeho bankovních účtů ve Švýcarsku zmizelo 2,7 milionů dolarů.
Dále byl stíhán za údajný úvěrový podvod ze začátku 90. let 20. století, po deset let trvajícím řízení však byl osvobozen a následně se za neoprávněné stíhání soudil s českým státem.
Po návratu na svobodu se vrátil k podnikatelské činnosti a několik let bojoval za svou občanskou rehabilitaci. Byl a je dlouholetým sympatizantem ODS, které pomáhal i finančně.
Ve spolupráci s Dušanem Šrámkem v roce 2011 napsal knihu Financoval jsem ODS, která reflektuje jeho životní příběh.